# Домбай (Омская область)
Домбай — аул в Марьяновском районе Омской области России. Входит в состав Москаленского сельского поселения. Население 403 чел. (2010), 64 % (2010) — русские .

## История
В соответствии с Законом Омской области от 30 июля 2004 года № 548-ОЗ «О границах и статусе муниципальных образований Омской области» аул вошёл в состав образованного муниципального образования «Москаленское сельское поселение».

## География
Домбай находится на юго-западе центральной части региона, в лесостепи, в пределах Ишимской равнины, являющейся частью Западно-Сибирской равнины.

## Население
| 2010 |
| ---- |
| 403  |

Гендерный состав
По данным Всероссийской переписи населения 2010 года в гендерной структуре населения из 403 человек мужчин — 213, женщин — 190	(52,9 и 47,1 % соответственно)
Национальный состав
Согласно результатам переписи 2002 года, в национальной структуре населения казахи составляли 98 % от общей численности населения в 477 чел..

## Инфраструктура
Развитое сельское хозяйство. Личное подсобное хозяйство. Присутствует школа, обучение в которой ведётся на русском языке.

## Транспорт
Просёлочные дороги.